# 구두쇠
《구두쇠》는 한국에서 제작된 박성복 감독의 1961년 영화이다. 김진규 등이 주연으로 출연하였고 박응수 등이 제작에 참여하였다.

## 출연

### 주연
- 김진규
- 황정순
- 김승호

## 기타
- 조명: 이병준
- 미술: 임명선